# Littérature de gare
« Roman de gare » redirige ici. Pour les autres significations, voir Roman de gare (film).
La littérature de gare, et plus particulièrement le roman de gare pour le roman, est un genre littéraire se caractérisant par des ouvrages se lisant facilement et rapidement, distrayants mais superficiels, qui tirent leur nom du fait qu'ils sont réputés être achetés dans les gares pour s'occuper en attendant son train ou pendant le voyage. Ce sont généralement des livres peu chers et de petit format, traitant d’histoires policières ou d’espionnage, de romans à suspense ou d’histoires d'amour. Ainsi, ce sont souvent les genres paralittéraires qui sont désignés de cette façon, de manière péjorative.

## Histoire
Il faut rechercher l'origine de cette expression dans la disparition des colporteurs à la suite du développement du réseau ferré dès les années 1850 et du monopole de distribution dans les gares que l'éditeur Hachette avait réussi à obtenir de Napoléon III.
Pour ses détracteurs, le « "roman de gare" désigne un roman sans intérêt, absurde, vulgaire, un roman commercial. On l'attrape en coup de vent entre les chewing-gums et les mouchoirs, séduits par une couverture bariolée. Le lecteur de "roman de gare" ne recherche alors plus qu'une distraction triviale ». Or, selon l'écrivain Hubert Prolongeau, dans les romans de gare « il y a souvent une vie, une urgence, un plaisir d’écrire qui peuvent évoquer la saveur caractéristique des films de série B, palliant leur manque de moyens — et de prétention — par l’inventivité ».
Depuis la seconde moitié du XXe siècle, cette littérature non légitimée bénéficie d'une relecture. L'étude par la sociologie de la littérature permet de comprendre pourquoi cette production littéraire, malgré sa diffusion et son influence, n'a jamais obtenu de reconnaissance de l'« institution de la littérature ».
En 1994, dans son tout dernier livre, Pulp, paru quelques jours avant sa mort, Charles Bukowski, laisse la dédicace suivante : « À la littérature de gare » (« bad writing » en anglais).
En 2015, l'éditeur français Aurélien Masson affirme : « La littérature de gare n'existe plus. Le plus grand voyage qu'on puisse faire [en train] dure trois heures et demie et les gens lisent des tablettes. On ne consomme plus les livres de cette façon. »
L’expression « littérature de gare » peut également être employée pour désigner de façon péjorative un ouvrage que l’on veut « rabaisser » à ce niveau de lecture facile. Ainsi, certains critiques littéraires, estimant que les livres de Guy des Cars et de son fils Jean des Cars relevaient de cette catégorie, les ont surnommés respectivement « Guy des Gares » et « Jean des Gares », par calembour. En 2024, Philibert Humm offre un pastiche du genre dans Roman de gare.